# ATB
ATB é o nome artístico do DJ alemão André Tanneberger, nascido em 26 de fevereiro de 1973, na cidade de Freiberga/Thüringen, na antiga Alemanha Oriental. André Tanneberger decidiu fazer suas próprias músicas usando um computador e um pequeno sintetizador em seu próprio quarto. Através de Thomas Kukula (o produtor do conhecido projeto General Base) teve acesso a um estúdio profissional pela primeira vez. Já no estúdio de Kukula, bem mais equipado pode finalizar as suas produções caseiras. Estava criado o primeiro projeto de André, o Sequential One (Sq1).
De acordo com os rankings mundiais DJ oficiais regidos pela DJ Magazine, ATB foi classificado #11 em 2009. assim como em 2010 e caiu para #15 em 2011. Ele também é classificado como número 1 mundial de acordo com The DJ List.

## História

### Carreira musical
Andre Tanneberger iniciou sua carreira musical no grupo de dance Sequential One. Ele foi o cérebro do grupo de 1993 até 2002. Em 1998, Andre também iniciou um projeto solo chamado ATB. Sua primeira música com este nome foi "9PM (Till I Come)", incluída no álbum Movin' Melodies, que liderou as paradas musicais do Reino Unido em 1999 e é geralmente lembrado como o primeiro número um de Trance do Reino Unido [1] A faixa apresenta um riff de guitarra que se tornou enormemente popular. Este som de guitarra , o qual ele acidentalmente encontrou enquanto experimentava com um novo deck de produção, se tornou a marca registrada de seus primeiros hits. ATB continua envolver e mudar com cada álbum. Seu estilo atual envolve mais vocais , com pianos frequentes.
Somente lançando um pouco mais de singles no Reino Unido, chamado "Don't Stop!" (No.3, 300,000 cópias vendidas ) e "Killer" (No.4, 200,000 cópias vendidas), ele ainda regularmente lança músicas na Alemanha e em outras partes da Europa , onde ele alcançou tops tais como "I Don't Wanna Stop" e seu cover do hit de Olive de 1996, "You're Not Alone".
Two Worlds foi seu segundo álbum de estúdio realizado em 2000. É um duplo-cd baseado em cima do conceito de diferentes tipos de música para diferentes modos. O título dos dois cds são: "The World of Movement" e "The Relaxing World". Este álbum inclui duas canções com Heather Nova: "Love Will Find You" e "Feel You Like a River."
Seu terceiro álbum, Dedicated, foi lançado em 2002. Este inclui três top hits: "Hold You", "Let U Go" e "You're Not Alone". O título refere-se aos atentados de 11 de setembro, então o álbum é dedicado àquela tragédia. Em 2003 ATB lançou Addicted To Music, que incluiu hits como "I Don't Wanna Stop" e "Long Way Home". O mesmo ano, o primeiro DVD de ATB foi lançado - Addicted To Music DVD, que inclui todos os videoclipes , um documentário sobre a tour, fotos e muito mais.
Os últimos hits de ATB incluem "Ecstasy" e "Marrakech", ambos do álbum No Silence (lançado em 2004) e também lançado como singles. "Marrakech" foi também incluído no faixa para o filme Mindhunters.
Em 2005, ATB lançou Seven Years, uma compilação de 20 canções, incluindo todos seus singles. Adicionalmente, Seven Years inclui seis novas faixas, incluindo o single "Humanity" e o re-trabalho de 2005 de "Let U Go". Muitos dos álbuns recentes de ATB tinham participações de vocais de Roberta Carter Harrison, cantora da banda canadense Wild Strawberries.
Seu último álbum , Trilogy, foi lançado em 4 de maio de 2007. O primeiro single "Renegade" foi  lançado em 12 de abril, e inclui Heather Nova. O segundo single foi "Feel Alive", lançado em julho do mesmo ano.

## Discografia

### Álbuns de estúdio
- Movin' Melodies (1999)
- Two Worlds (2000)
- Dedicated (2002)
- Addicted to Music (2003)
- No Silence (2004)
- Trilogy (2007)
- Future Memories (2009)
- Distant Earth (2011)
- Contact (2014)
- neXt (2017)

### Álbuns de compilação
- Seven Years: 1998–2005 (2005)
- All the Best (2012)
- Under the Stars (2016)
- Under the Stars 2020 (2017)

### The DJ in the Mix
- The DJ in the Mix (2003)
- The DJ 2 in the Mix (2004)
- The DJ 3 in the Mix (2006)
- The DJ 4 in the Mix (2007)
- The DJ 5 in the Mix (2010)
- The DJ 6 in the Mix (2010)

### Sunset Beach DJ Sessions
- Sunset Beach DJ Session (2010)
- The DJ 5 in the Mix (2010)
- Sunset Beach DJ Session 2 (2012)

### Extended plays
- A New Life (2019)
- The DJ EP (Vol. 01) (2021)

### Singles
| - "9PM (Till I Come)" (com part. de Yolanda Rivera) (1998) - "Don't Stop!" (com part. de Yolanda Rivera) (1999) - "Killer" (com Woody van Eyden e Drue Williams) (1999) - "The Summer" (2000) - "The Fields of Love" (com part. de YORK) (2000) - "Let U Go" (com part. de Roberta Harrison) (2001) - "Hold You" (com part. de Roberta Harrison) (2001) - "You're Not Alone" (com part. de Roberta Harrison) (2002) - "I Don't Wanna Stop" (com part. de Roberta Harrison) (2003) - "Long Way Home" (com part. de Roberta Harrison) (2003) - ""In Love with the DJ" / "Sunset Girl""(2003) - "Marrakech" (com part. de Tiff Lacey) (2004) - "Ecstasy" (com part. de Tiff Lacey) (2004) - "Here With Me" / "IntenCity" (com part. de Tiff Lacey) (2004) | - "Believe in Me" (com part. de Jan Löchel) (2005) - "Humanity" (com part. de Tiff Lacey) (2005) - "Let U Go (Reworked)" (com part. de Jan Löchel) (2005) - "Summer Rain" (2006) - "Renegade" (com part. de Heather Nova) (2007) - "Feel Alive" (com part. de Jan Löchel) (2007) - "Justify" (com part. de Jennifer Karr) (2007) - "Wrong Medication" (com part. de Jades) (2008) - "What About Us" / "LA Nights" (com part. de Jan Löchel) (2009) - "Behind" (com part. de Flanders) (2009) - "9PM Reloaded" (2010) - "Could You Believe" (2010) - Twisted Love" (com part. de Christina Soto) (2011) - "Gold" {pequeno\|(com part. de Jansson)}} (2011) - "Apollo Road" (comDash Berlin) (2011) - "Move On" (com part. de JanSoon) (2011) - "Never Give Up" (com part. de Ramona Nerra) (2012) | - "Face to Face" (com part. de Stanfour) (2014) - "When It Ends It Starts Again" (com part. de Sean Ryan) (2014) - "Raging Bull"" (com Boss e Swan) (2014) - "Flash X" (2015) - "Connected" (com part. de Andrew Rayel) (2017) - "Message Out to You" (com F51 e part. de Robbin & Jonnis) (2017) - "Pages" (com part. de Haliene) (2017) - "Body 2 Body" (com part. de Conor Matthews e Laur) (2018) - "Heartbeat" (com Markus Schulz) (2019) - "Your Love (9PM)" (com Topic e A7S) (2021) - "Simply Mad" (com Eanoh) (2021) - "Like That" (com part. de Ben Samama) (2021) - "That Feeling" (com part. de TRAVYP) (2023) - "Take a Moment" (com part. de David Frank) (2023) |

## Videografia

### Home videos
- Addicted to Music (2003)
- No Silence (incluído na Edição Especial de No Silence) (2004)
- Seven Years (1998–2005) (2005)
- Live in Poznań (2006)
- Trilogy (incluído na Edição Platinum de Rhe Trilogy) (2007)
- Future Memories (incluído na Edição Limirada de Future Memories) (2009)

### Videoclipes
| de Movin' Melodies - "9PM (Till I Come)" (com part. de Yolanda Rivera) (1998) - "Don't Stop!" (com part. de Yolanda Rivera) (1999) - "Killer" (com Woody van Eyden e Drue Williams) (1999) de Two Worlds - "The Summer" (2000) - "The Fields of Love" (com part. de YORK) (2000) - "Let U Go" (com part. de Roberta Harrison) (2001) de Dedicated - "Hold You" (com part. de Roberta Harrison) (2001) - "You're Not Alone" (com part. de Roberta Harrison) (2002) de Addicted to Music - "I Don't Wanna Stop" (com part. de Roberta Harrison) (2003) - "Long Way Home" (com part. de Roberta Harrison) (2003) - "I Don't Wanna Stop (Original Edit)" (com part. de Roberta Harrison) (2004) de No Silence - "Marrakech" (com part. de Tiff Lacey) (2004) - "Ecstasy" (com part. de Tiff Lacey) (2004) de Seven Years: 1998–2005 - "Believe in Me" (com part. de Jan Löchel) (2005) - "Humanity" (com part. de Tiff Lacey) (2005) - "Let U Go (Reworked)" (com part. de Jan Löchel) (2005) de Trilogy - "Renegade" (com part. de Heather Nova) (2007) - "Feel Alive" (com part. de Jan Löchel) (2007) | de Future Memories - "What About Us" (com part. de Jan Löchel) (2009) - "LA Nights" (2009) - "Behind" (com part. de Flanders) (2009) de The DJ 5 in the Mix - "9PM Reloaded" (2010) de Sunset Beach DJ Session - "Could You Believe" (2010) de Distant Earth - "Gold" {pequeno\|(com part. de Jansson)}} (2011) - "Apollo Road" (comDash Berlin) (2011) - "Move On" (com part. de JanSoon) (2011) de The DJ 6 in the Mix - Twisted Love" (com part. de Christina Soto) (2011) de Sunset Beach DJ Session 2 - "Never Give Up" (com part. de Ramona Nerra) (2012) - "In and Out of Love" (com Rudee & Ramona Nerra) (2012) de Contact - "Face to Face" (com part. de Stanfour) (2014) - "When It Ends It Starts Again" (com part. de Sean Ryan) (2014) - "Raging Bull"" (com Boss e Swan) (2014) Outros - "Body 2 Body " (com part. de Conor Matthews & LAUR) (2018) - "Your Love (9PM) {pequeno\|(com Topic e A7S)}} (2021) |